# Розвельський інцидент

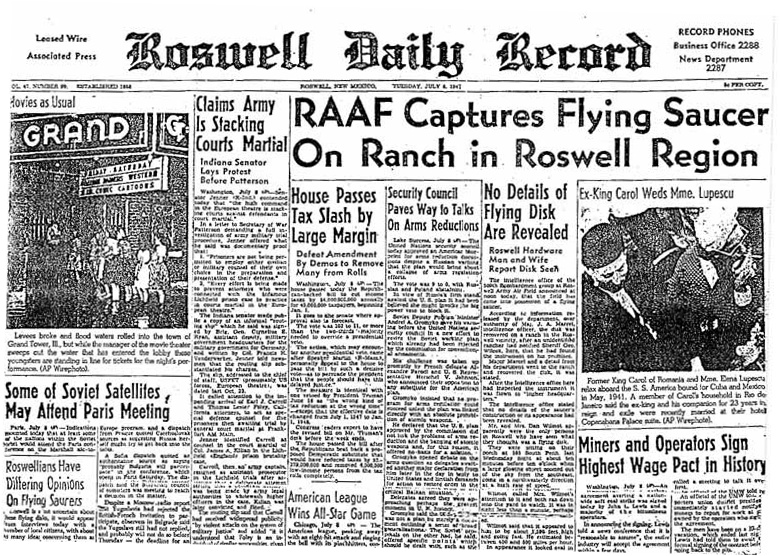
Газета «Roswell Daily Record» від 8 Липня 1947 року з повідомленням про «спостереження „літаючої тарілки“»

Розвельський інцидент (англ. Roswell incident) — одна або декілька подій, що сталися в 1947 році в штаті Нью-Мексико біля містечка Розвелл, і потім стали широко відомі як «контакт із інопланетянами». У середині 1947 року військові повідомили про падіння їхньої метеорологічної повітряної кулі поблизу ранчо в Розвеллі, але подія не привернула значної уваги. Інтерес до цієї історії спалахнув наприкінці 1970-х років, коли підполковник у відставці Джессі Марсель в інтерв'ю з уфологом Стентоном Фрідманом розповів, що він вважає знайдені ним уламки позаземними. Після уфологи почали жваво обговорювати Розвельський інцидент як «катастрофу інопланетного космічного корабля», яку приховує уряд США.

## Деталі
Описи Розвельського інциденту розвинулися від повідомлень про знахідку уламків НЛО до тверджень, що разом з уламками було виявлено трупи інопланетян. Популярна версія стверджує, що уряд США засекретив знахідку. Додаткові деталі включають повідомлення про місця зберігання уламків («Зона 51», «Ангар 18»), таємні організації (Маджестік-12), що приховують Розвельський і інші подібні інциденти.

## Історія

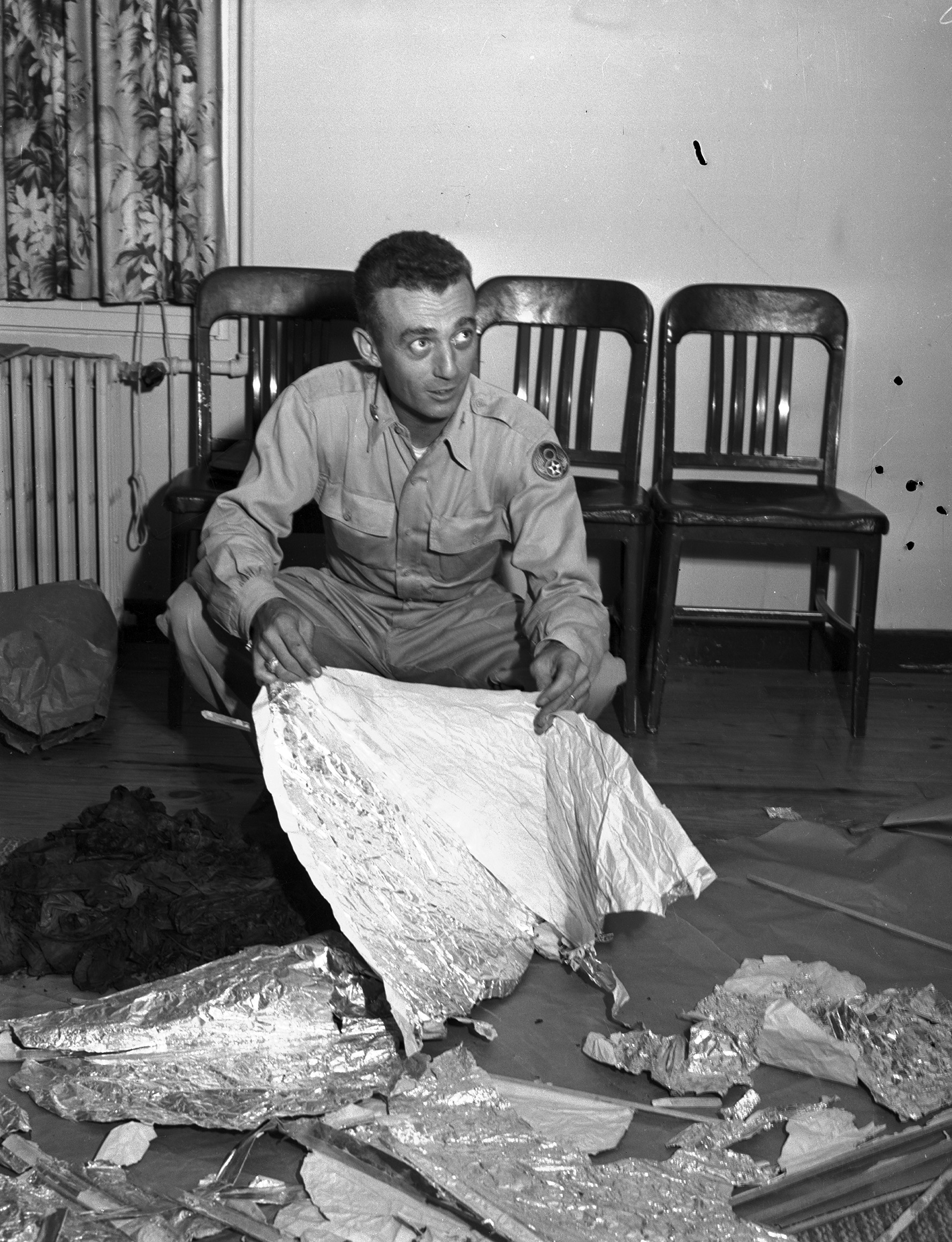
Джессі Марсель з уламками, липень 1947 р.

У червні 1947 року Мак Брейзел, власник ранчо в окрузі Лінкольн, Нью-Мексико біля Розвелла, виявив незвичайне сміття. Воно складалося з фольги, гумових смужок і паличок з легкого світлого матеріалу. Наступного місяця він відніс знахідку до шерифа Розвелла, Джорджа Вілкокса, який зв'язався з Розвелльською військовою авіацією (RAAF) та повідомив про знахідку полковнику Вільяму Бланчарду. Пізніше з подіями в Розвеллі пов'язували Інцидент з НЛО в Каскадних горах 24 червня 1947 року, коли пілот Кеннет Арнольд спостерігав групу серпоподібних об'єктів (його розповідь популяризувала термін «літаюча тарілка», хоча він описував спосіб переміщення об'єктів, а не їхню форму).
Після збору уламків RAAF випустила прес-реліз, в якому говорилося про вилучення з ранчо «літаючого диска». Потім вона додала, що «диск» був аеростатом, який слугував для відбивання радарних хвиль. Газета «Roswell Daily Record» 8 липня помістила статтю з заголовком «RAAF захопила літаючу тарілку на ранчо в районі Розвелла». В статті містилося інтерв'ю з Брейзелом, який не вірив, що виявлені ним уламки були частинами аеростата. Газета «Roswell Morning Dispatch» відреагувала на пояснення від RAAF 9 липня 1947 року новиною з заголовком «Армія розвінчує літаючий диск Розвелла, поки світ кипить від хвилювання». Згідно з книгою Джессі Марселя-молодшого «Спадщина Розвелла» (The Roswell Legacy, 2007), його батько приніс частину уламків НЛО додому, перш ніж відвезти їх на базу. На уламках були написи, схожі на трикутники, квадрати й кола.
У 1948 році двоє шахраїв, Силас Ньютон і Лео Ґебауер, розіграли оглядача «Variety» Френка Скаллі, переконавши зробити публікацію про «аварію НЛО» біля Ацтека, Нью-Мексико, 25 березня. Там нібито впав великий металевий диск і знайшли 16 трупів інопланетян; військові потім забрали їх на свою базу. Подію описав у книзі «За літаючими тарілками» (1950) Френк Скаллі. Ньютон і Ґебауер потім намагалися залучити інвесторів, стверджуючи, що організували видобуток нафти з використанням інопланетних технологій. Шахраї продали під виглядом передового пристрою дешевий апарат, за що були засуджені в 1953 році. Деталі розіграшу потім стали частиною Розвельського міфу. Наприкінці 1970-х письменник Леонард Стрінгфілд неодноразово висловлювався, що аварія в Ацтеку була реальна і була одним з декількох випадків захоплення військовими інопланетних решток.

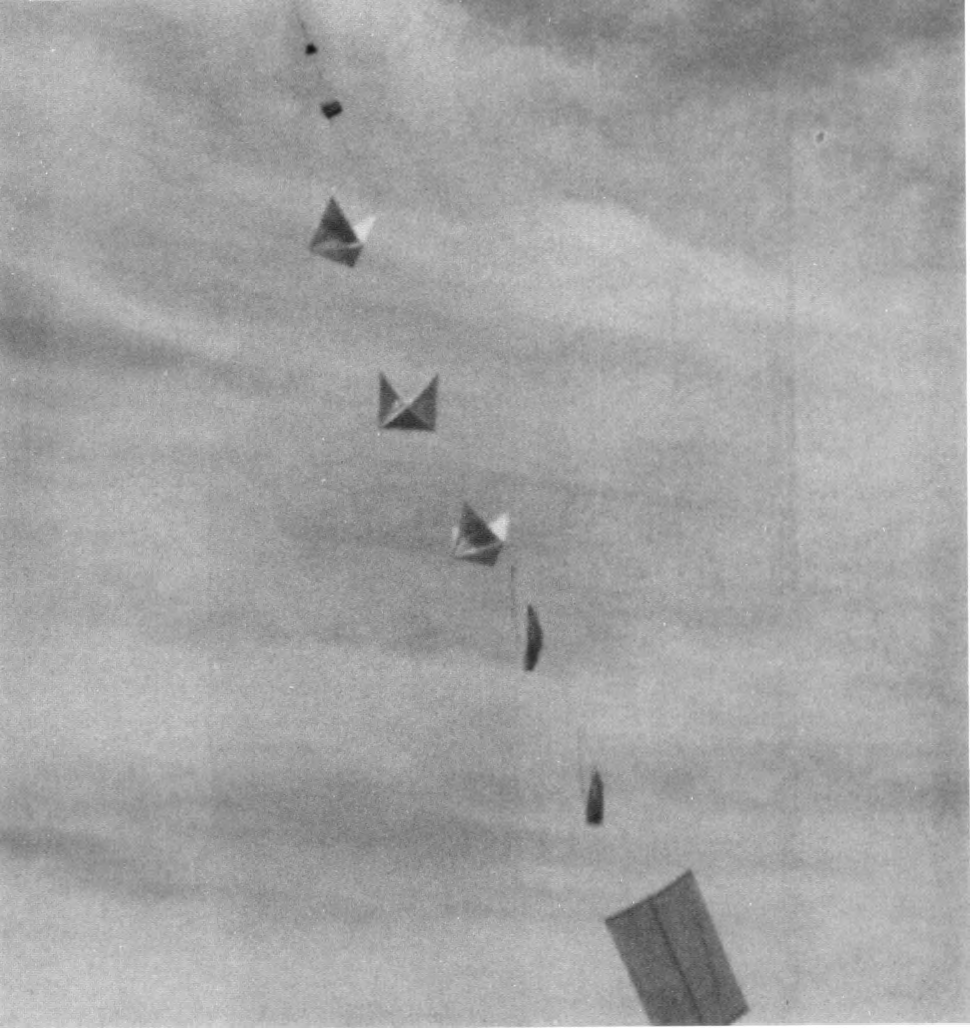
Аеростати проєкту «Могул»

Уфолог Стентон Фрідман зайнявся дослідженням Розвельського інциденту в 1978 році. Він познайомився в Батон-Руж, штат Луїзіана, з Джессі Марселем, який нещодавно звільнився з військово-повітряних сил і жив неподалік. Марсель вважав знайдені в 1947 році позаземними. Розпитавши його та інших свідків, Фрідман зробив висновок, що уряд США намагався приховати аварію інопланетного апарата.
Інтерес до знахідки пожвавився в 1980 році, коли Чарльз Берліц і Вільям Л. Мур опублікували книгу «Розвельський інцидент» (The Roswell incident), засновану на свідченнях, зібраних Стентоном Фрідманом. Автори стверджували, що справжні уламки були частинами інопланетного апарата і їх доставили в Райт-Філд поблизу Дейтона, штат Огайо, а пізніше на базу ВПС «Райт-Паттерсон». Для відвернення уваги їх підмінили фольгою, гумою та деревом. Книга породила додаткові теорії змови, а також низку містифікацій. Зокрема, в 1984 році з'явилися документи, які нібито були секретними записками щодо діяльності таємної служби «Маджестик-12», заснованої президентом Гаррі Труменом для врегулювання інциденту в Розвеллі.
Патологоанатом Гленн Денніс у 1989 році заявив, що його знайома медсестра працювала на військовому аеродромі Розвелла й випадково побачила трупи трьох істот, схожих на людей, але з маленькими тілами, тонкими руками та гігантськими лисими головами. В 1995 з'явилося відео Рея Сантиллі, лондонського підприємця, де зображений розтин трупа інопланетянина, що нібито загинув біля Розвелла. Ці матеріали, визнані містифікаціями, проте сприяли зростанню інтересу до Розвелла. В наступних публікаціях з'явилися заяви, що трупів було чотири, а один інопланетянин вижив. Потім повідомлення про трупи інопланетян з Розвелла поєдналися з чутками про «Ангар 18», у якому нібито зберігалися та досліджувалися трупи прибульців із космосу.
Тематика НЛО та інопланетян стала рушійною для туризму в Розвеллі. У 1992 році в місті відкрився Міжнародний музей і дослідницький центр НЛО, а з 1996 року Розвелл став місцем проведення щорічного фестивалю, присвяченого НЛО.
1994 року військово-повітряні сили США визнали, що повітряна куля була частиною секретного проєкту «Могул», призначеного виявити випробування радянської атомної бомби. У 1997 році звіт військово-повітряних сил «Звіт Розвелла: справу закрито» припустив, що розповіді про трупи інопланетян походять від цивільних свідків, які бачили манекени для краш-випробування парашута, а також жертв невдалих випробувань парашутів і літаків у 1950-х роках.

## Документи

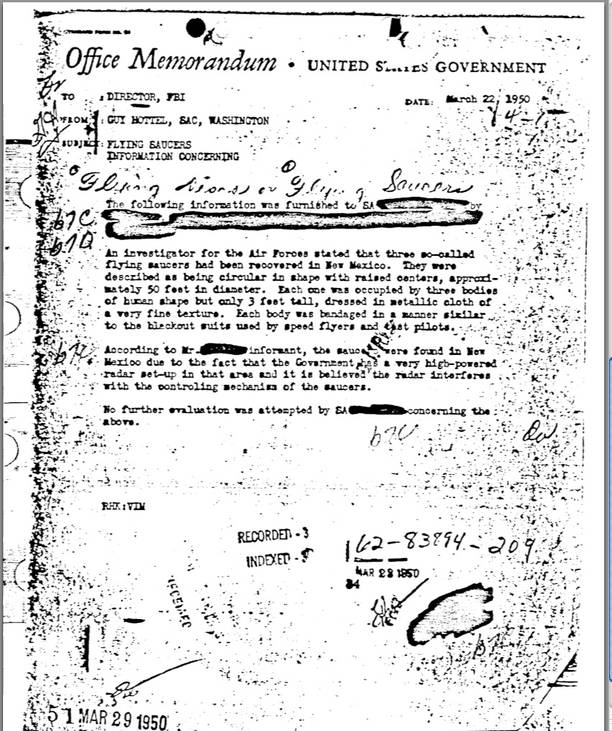
Зображення розсекреченої доповіді агента ФБР. Скептики звертають увагу на той факт, що доповідь надрукована не на бланку ФБР, а на звичайному листі паперу

З документів, представлених ФБР на сайті The Vault, випливає, що певний очевидець ВПС США (ім'я приховано) нібито бачив три НЛО, що формою схожі на тарілки, які зазнали аварії біля Розвелла, а також їхніх пілотів.
Спецагент Гай Готтел у записці «Летючі тарілки» повідомляє директору ФБР, що «три так званих летючих тарілки були знайдені в Нью-Мексико» посилаючись при цьому на слідчого Військово-повітряних сил, який поділився з ним цією інформацією. «Їх описали як об'єкти круглої форми з потовщенням у середині, діаметром приблизно 15 метрів. У кожному з них знаходилося три тіла людських контурів, однак ростом лише 90 см», — писав агент.
Згідно з тим же повідомленням, тіла були одягнуті «у металеву тканину дуже тонкої структури. Кожне тіло було перебинтоване в манері, яка нагадує маскувальні костюми льотчиків-випробувачів». Невідомий інформатор повідомив агенту, що летючі тарілки зазнали катастрофи у Нью-Мексико «у зв'язку з тим, що влада має у своєму розпорядженні там досить потужний радар, і вважається, що випромінювання радара пошкодило механізми управління „летючих тарілок“».

## Альтернативні версії
Дезінформація уряду США. Згідно з цією версією, уряд США свідомо підживлював чутки про аварію інопланетного апарата, щоб приховати аварію секретного аеростата проєкту «Могул», призначеного виявляти ядерні випробування СРСР. На тлі яскравих фантастичних версій про НЛО та інопланетян, реалістичні пояснення здавалися громадськості непереконливими.
Спецоперація СРСР. У книзі Енні Якобсена «Зона 51: історія без цензури американської найсекретнішої військової бази» (Area 51: An Uncensored History of America's Top Secret Military Base, 2011) запропоновано версію, що впалий біля Розвелла апарат був зроблений в СРСР з метою поширити паніку в США. За планом полоненого нацистського лікаря Йозефа Менгеле, в США було закинуто на літаку скалічених дітей, що повинні були зображати інопланетян.
Частково на користь радянського походження НЛО свідчить Марсель-молодший. Написи на уламках російською мовою він міг сприйняти в дитинстві за письмо інопланетян.
Однак, у радянських документах такі спецоперації не згадуються і якщо вони мали за мету посіяти паніку, то цього не вдалося досягти.

## У масовій культурі
Розвельский інцидент став відомий за межами США завдяки фільмам. У фільмі «Ангар 18» (1980) корабель прибульців зазнає аварії в пустелі на південному заході США та стає об'єктом вивчення у секретному ангарі. В епізоді «Зоряний шлях: Глибокий космос 9» під назвою «Маленькі зелені чоловічки» (1995) персонажі подорожують у 1947 рік, що призводить до інциденту в Розвеллі та загрожує порушити хід історії. Характерно, що інопланетяни там насправді не зелені.
У фільмі «День незалежності» (1996) під час вторгнення інопланетян стає відомо, що в 1947 році в Розвеллі зазнав аварії їхній розвідувальний апарат. Американська письменниця Мелінда Метц видала серію підліткових книг «Розвельська школа» (Roswell High, 1998—2000) про трьох інопланетян та їхніх земних друзів. На основі цих книг створено телесеріали «Розвелл» (1999—2002) і «Розвелл, Нью-Мексико» (2019—2022).
Персонаж комедійного анімаційного серіалу «Американський тато!» (2005-), Прибулець Роджер, утік з Розвелла. Комедія «Прибулець Павло» (2011) двоє друзів знаходять інопланетянина, що зазнав аварійної посадки в Розвеллі, і чиї знання уряд США використав для розробки передових технологій; і який також надихнув Стівена Спілберга зняти фільм «Інопланетянин».